# Slam (Album)
Slam ist das zweite Studioalbum der US-amerikanischen Band Dan Reed Network.

## Entstehung
Def Leppards Manager Cliff Burnstein und Peter Mensch boten der Band die Rolle der Vorgruppe für den letzten Teil der Hysteria-Tour von Def Leppard in den USA an, wenn die Gruppe im Gegenzug zu ihrer Management-Firma Q-Prime wechseln würden. Die Band zögerte zunächst, ihren Manager Bill Graham zu entlassen, aber zum Beginn des Jahres 1989 unterschrieben sie einen Management-Vertrag mit Q-Prime.
Die Gruppe nahm Slam in den Skyline-Studios und den Power Station Studios auf. Das Album wurde von Nile Rodgers produziert, dem es gelang, den Live-Sound der Gruppe einzufangen und damit ein authentischeres Dan-Reed-Network-Album zu schaffen als es das Debütalbum namens Dan Reed Network gewesen war. Neben den auf dem Album veröffentlichten Titeln nahm die Band auch den Song Let There Be No More Walls Between Us auf, der jedoch nicht in den Kontext von Slam passte und deswegen nicht veröffentlicht wurde.
Das Album schob den Erfolg der Band in Europa an (und erreichte u. a. Platz drei in der Liste Album of the Year des britischen Magazins Kerrang sowie Platz 66 in den UK-Charts); in den USA waren die Verkäufe nicht so gut. Das Album erreichte nur Platz 160 der Billboard-Charts (11. November 1989) und hielt sich sechs Wochen in den Billboard 200.
Als Singles wurden zunächst 1989 die Titel Make It Easy (USA) und Tiger In A Dress (Europa) ausgekoppelt, 1990 folgten dann Come Back Baby und Rainbow Child.
Vom 18. Mai bis zum 25. August 1990 war die Band als Vorgruppe Teil der Urban-Jungle-Tournee der Rolling Stones. Aus diesem Anlass veröffentlichte sie das neu aufgenommene Lied Stardate 1990, das Platz 39 der britischen Single-Charts erreichte. Im Rahmen dieser Tournee spielte Dan Reed Network neben der Band Gun auf 45 Konzerten der Rolling Stones.
Am 25. Oktober 2019 wurde das Album von Universal Music auf CD und Schallplatte wiederveröffentlicht. Es war dazu von Miles Showell in den Abbey Road Studios neu gemastert worden. Die Vinylausgabe bestand dabei aus zwei Schallplatten im Gatefold-Cover. Im Dezember 2019 fand eine Jubiläumstournee statt, bei deren Konzerten die Band alle Lieder des Albums live spielte.

## Rezeption
Slam erreichte in den USA Platz 160 der Album-Charts, in Großbritannien Platz 66, in Deutschland Platz 50.
Musikexpress schrieb über das Album, „im CD-Zeitalter seien kundenfreundliche Laufzeiten von über 60 Minuten auch auf Vinyl grundsätzlich begrüßenswert. Aber das Quintett“ strecke „hauchdünnes Balladenfutter gleich auf über sieben Minuten“ und sorge so „für reichlich Füllstoff.“ Überhaupt komme Slam, „von Nile Rodgers etwas geschliffener produziert als der Vorgänger von Bruce Fairbairn, einfach mit zuviel mäßigem Mainstream-Rock“ daher. Selbst „wenn’s dann mal etwas härter und interessanter“ werde und mit Cruise Together, Doin' The Love Thing oder Seven Sisters Road eine „Brücke zwischen schwarz und weiß besetzten Stilmitteln geschlagen“ werde, ließe sich „nicht leugnen, daß Living Colour dieses Ding letztlich konsequenter und überzeugender“ beherrschen würden.

## Tournee
Im Winter 1989 tourte die Gruppe als Vorgruppe für Bon Jovi auf ihrer Tour zum Album New Jersey. Als die Rolling Stones 1990 auf die Urban-Jungle-Tour, ihre erste Tournee seit zehn Jahren, gingen, wählten sie Dan Reed Network als Vorgruppe aus.

## Titelliste
1. 3:46 – Make It Easy
2. 4:42 – Slam
3. 5:26 – Tiger in a Dress
4. 4:50 – Rainbow Child
5. 5:28 – Doin’ the Love Thing
6. 7:13 – Stronger Than Steel
7. 4:58 – Cruise Together
8. 3:49 – Under My Skin
9. 4:37 – Lover
10. 4:07 – I’m Lonely, Please Stay
11. 4:32 – Come Back Baby
12. 4:26 – All My Lovin’
13. 4:27 – Seven Sisters Road

Alle Lieder sind geschrieben von Dan Reed Network.

## Werbung

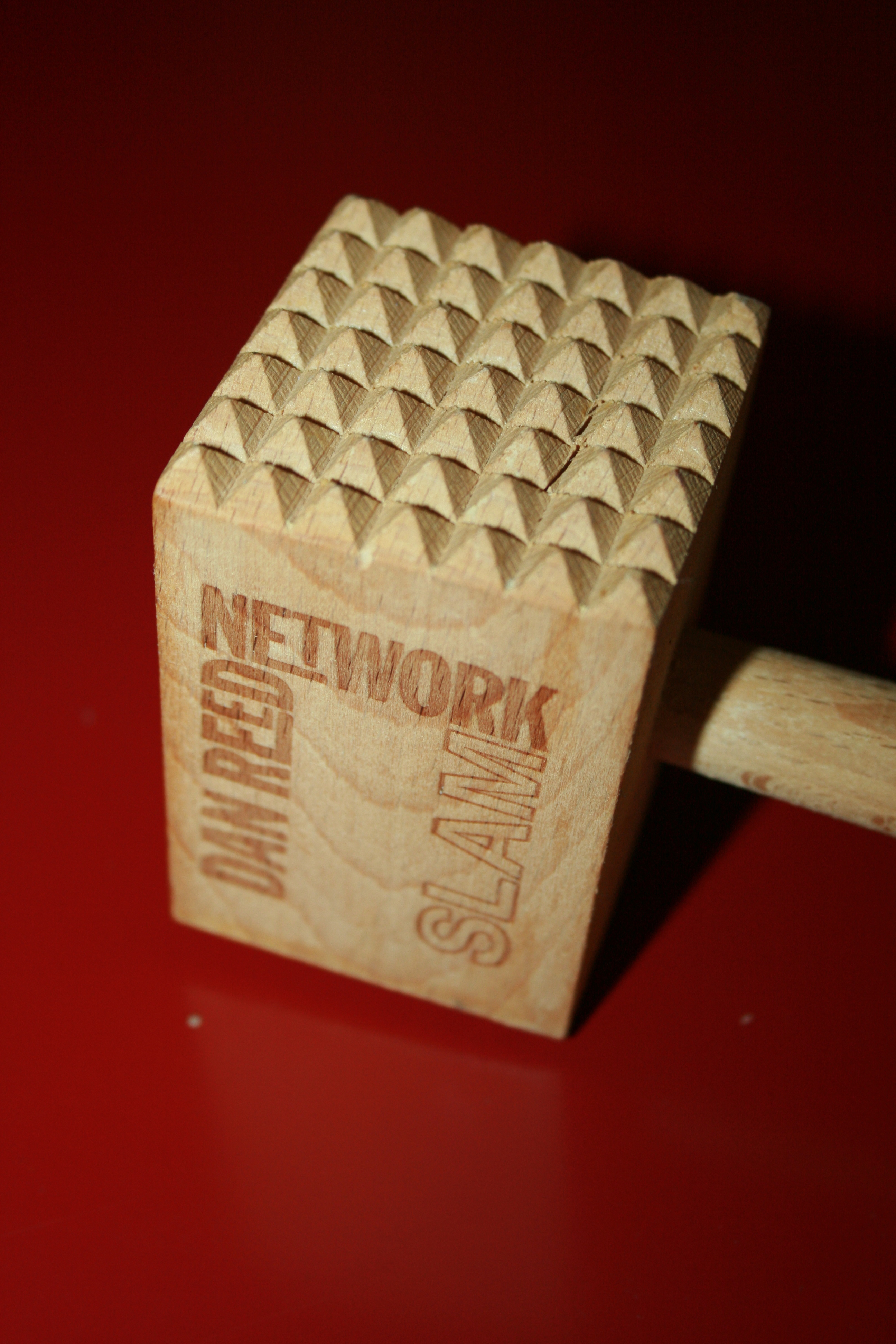
Der Fleischklopfer

Slam wurde bei Journalisten und Schallplattenhändlern in Großbritannien mit einem Werbeset beworben, das aus einem beschrifteten Karton mit folgendem Inhalt bestand:
- 50 ml Tequila
- 113 ml Dry Ginger Ale
- Flaschenöffner
- Glas
- Rezept für Tequila Slammer

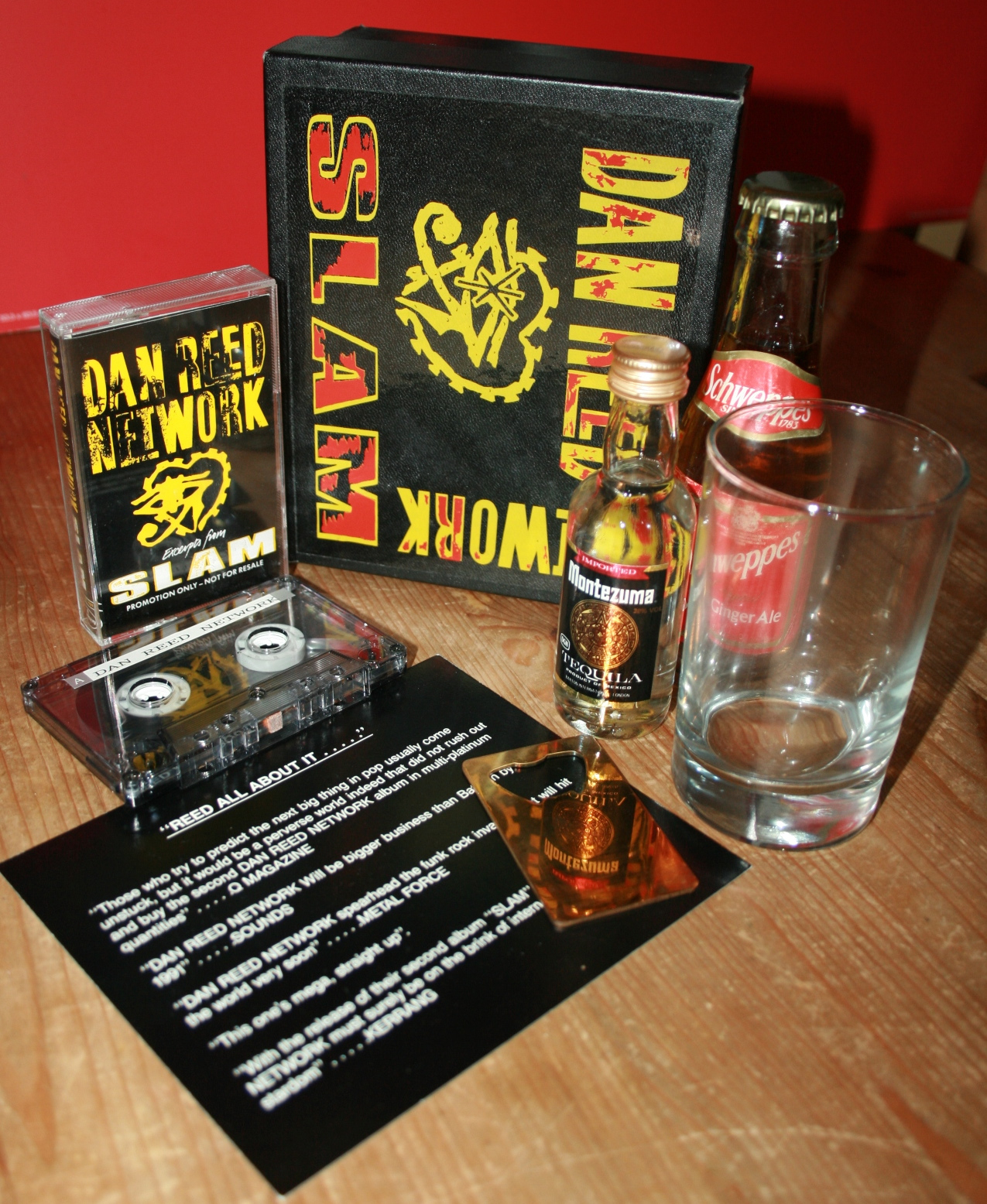
Slam-Promoset

- Zitate aus Rezensionen zum Album (aus Q Magazine, Sounds, Metal Force und Kerrang)
- Audiocassette Excerpts from Slam mit vier Titeln: Come Back, Baby (Edit); I’m Lonely, Please Stay; Under my Skin und Rainbow Child

In Deutschland erhielten Journalisten von der Plattenfirma einen hölzernen Fleischhammer mit eingraviertem Bandlogo und Albumtitel.